# Lijst van Filmmuziek Top 40 in 2016
Dit is een lijst van Filmmuziek Top 40 die werd uitgezonden op 5 februari 2016 op NPO Radio 4.
| Pos. | Componist                  | Filmtitel                                                  |
| ---- | -------------------------- | ---------------------------------------------------------- |
| 1    | John Williams              | Schindler's List                                           |
| 2    | Ennio Morricone            | Once Upon a Time in the West                               |
| 3    | Leonard Bernstein          | West Side Story                                            |
| 4    | Howard Shore               | Lord of the Rings                                          |
| 5    | Miles Davis                | Ascenseur pour l'échafaud                                  |
| 6    | Gustav Mahler              | Death in Venice (Main Title: Adagietto from Symphony No.5) |
| 7    | Philip Glass               | The Hours                                                  |
| 8    | Ludovico Einaudi           | Intouchables                                               |
| 9    | Nino Rota                  | The Godfather                                              |
| 10   | Yann Tiersen               | Le Fabuleux Destin d'Amélie Poulain                        |
| 11   | John Barry                 | Out of Africa                                              |
| 12   | Rogier van Otterloo        | Soldaat van Oranje                                         |
| 13   | Michael Nyman              | The Piano                                                  |
| 14   | Maurice Jarre              | Doctor Zhivago                                             |
| 15   | Philip Glass               | Koyaanisqatsi                                              |
| 16   | John Barry                 | Dances with Wolves                                         |
| 17   | Ennio Morricone            | The Good, the Bad and the Ugly                             |
| 18   | John Williams              | Star Wars                                                  |
| 19   | Rogier van Otterloo        | Turks fruit                                                |
| 20   | Irwin Kostal               | The Sound of Music (filmmuziek)                            |
| 21   | Hans Zimmer & Klaus Badelt | Pirates of the Caribbean                                   |
| 22   | Hans Zimmer                | Gladiator                                                  |
| 23   | John Williams              | Harry Potter 1 t/m 3                                       |
| 24   | Michel Legrand             | Les Parapluies de Cherbourg                                |
| 25   | Henry Mancini              | Pink Panther                                               |
| 26   | John Barry                 | James Bond                                                 |
| 27   | Mikis Theodorakis          | Zorba the Greek                                            |
| 28   | Nicola Piovani             | La vita è bella                                            |
| 29   | Alexandre Desplat          | The King's Speech                                          |
| 30   | Angelo Badalamenti         | Twin Peaks (serie)                                         |
| 31   | Gabriel Yared              | The English Patient                                        |
| 32   | Stanley Myers              | The Deer Hunter                                            |
| 33   | Nino Rota                  | La strada                                                  |
| 34   | Thomas Newman              | American Beauty                                            |
| 35   | Hans Zimmer                | The Lion King                                              |
| 36   | Nino Rota                  | Amarcord                                                   |
| 37   | Dmitri Sjostakovitsj       | The Gadfly                                                 |
| 38   | Michael Nyman              | The Cook, the Thief, His Wife & Her Lover                  |
| 39   | Tan Dun                    | Crouching Tiger, Hidden Dragon                             |
| 40   | Alexandre Desplat          | The Grand Budapest Hotel                                   |

## Top 3 componisten
De componisten met de meeste noteringen:
| Componist     | Aantal |
| ------------- | ------ |
| John Barry    | 3      |
| John Williams | 3      |
| Hans Zimmer   | 3      |

2016 ·
2017 ·
2018 ·
2019 ·
2020 ·
2021 ·
2022 ·
2023 ·
2024 ·
2025